# Științifico-fantasticul în Ungaria

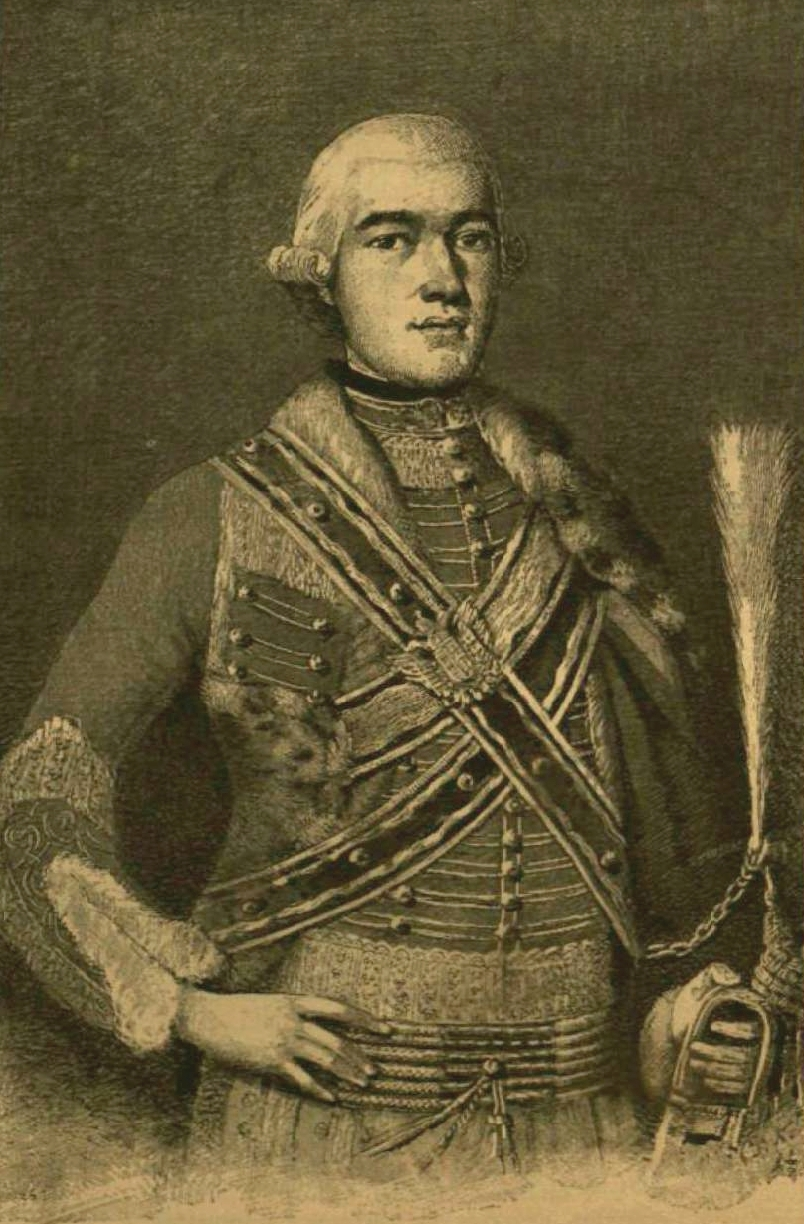
György Bessenyei

Științifico-fantasticul în Ungaria are o istorie lungă și variată. În sensul modern, științifico-fantasticul maghiar a evoluat în anii 1870, deși au existat anterior elemente proto-științifico-fantastice. Un scriitor reprezentativ al științifico-fantasticului în Ungaria este Péter Zsoldos, un rol similar celui deținut de Stanislaw Lem în literatura poloneză.

## Istorie

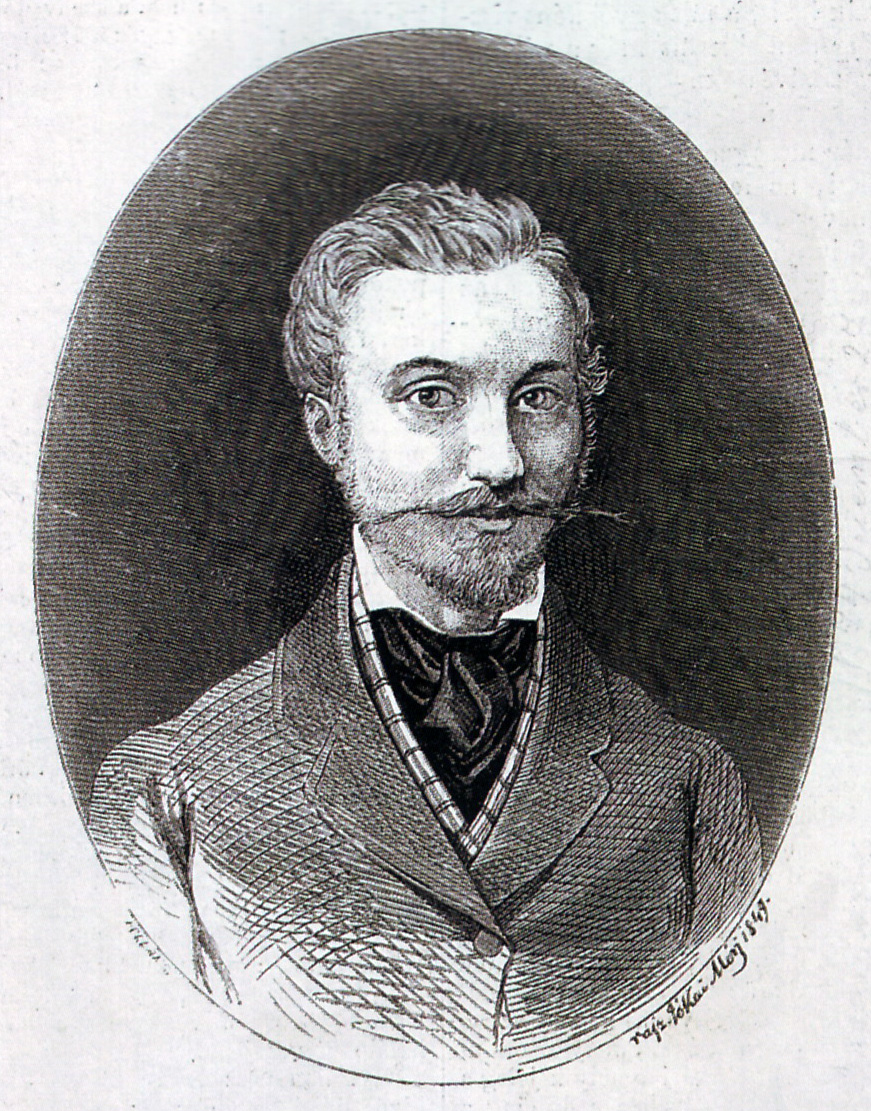
Mór Jókai, autoportret din 1849

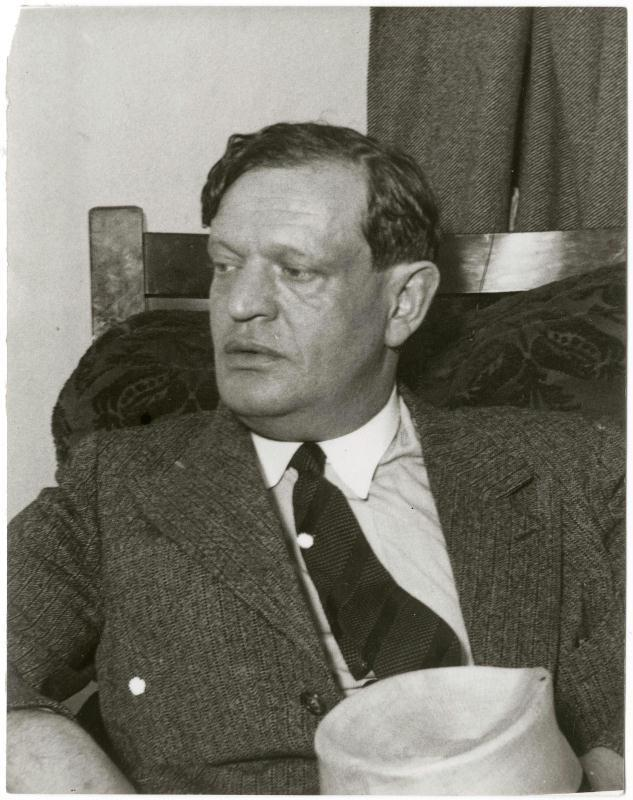
Frigyes Karinthy, cca. 1930

Sfârșitul secolului al XVIII-lea, ca și în alte țări, a fost caracterizat de răspândirea literaturii cu călătorii fantastice și a utopiilor. Lucrări franceze și alte surse au inspirat Tariménes utazása (Călătoriile lui Tarimenes, 1804) de György Bessenyei. Eroul, care ajunge într-o țară necunoscută, descrie nu numai ordinea perfectă a statului, ci și o copie a Constituției sale.
O altă utopie fantastică a fost Utazás a Holdba (Călătorie spre Lună, 1836) de Ferenc Neÿ (1814-1899), un roman în care călătorii maghiari ajung pe Lună cu dirijabilul și descoperă că Luna are tot ce-i lipsește Pământului: posibilitatea fericirii și fericirea egalității.
În 1838 a apărut Hogyan áll a világ a jövő században (Cum va arăta lumea în secolul următor) de János Munkácsy (1802-1841). Munkácsy descrie dezvoltarea minunată a transporturilor și multe schimbări sociale: armele mortale sunt lăsate la o parte și conflictele dintre state sunt rezolvate prin concursuri de poezie. Prima operă spațială maghiară a fost Végnapok (Zilele Sfârșitului, 1847) scrisă de către Miklós Jósika (1794-1865). Acest roman apocaliptic a avut un imens succes. Povestea are loc pe Pământ într-o epocă de gheață în viitorul îndepărtat.
Mór Jókai este considerat unul dintre cei mai mari scriitori ai Ungariei. El a fost foarte prolific - lucrările sale au fost publicate în câteva sute de volume. Cele mai importante lucrări de fantezie și științifico-fantastice ale sale sunt Óceánia (Oceania) despre un continent Atlantida romantic, Fekete gyémántok (Diamantele negre, 1870) care are loc într-o mare la Polul Nord, Egész az északi polusig (Până la Polul Nord, 1876), în care patriarhi antici și doamne ca din basme sunt reînviate din animație suspendată pentru a facilita autorului critica societății contemporane și Ahol a pénz nem Isten (Unde banul nu e Dumnezeu, 1904) în care descrie viața unei comunități fericite de pe o insulă și în care sugerează posibilitatea căderii imperiului austro-ungar. Alături de aceste fantezii asemănătoare scrierilor lui Edgar Allan Poe, apare romanul cel mai important al lui Jókai, A jövö század regénye (Romanul secolului viitor, 1872), a cărui poveste este bazată pe inventarea unui minunat material denumit „ichor”. Eroii folosesc avioane din ichor cu care domină transportul și comerțul mondial; aceștia declară război Rusiei anarhiste și luptă în ultimul război al omenirii pentru a creea pacea veșnică. Romanul trece apoi la o scară cosmică: o cometă amenință Pământul, dar este lovită de omenire, Luna este colonizată și Sistemul Solar este cucerit.
Tragedia omului (Az ember tragédiája) este o piesă de teatru scrisă de autorul maghiar Imre Madách și publicată pentru prima dată în 1861; aceasta conține elemente care pot fi considerate proto-științifico-fantastice. Radó György afirmă despre Tragedia omului că „este, fățiș și fără echivoc, științifico-fantastică nu numai în cele trei tablouri a căror acțiune se petrece în viitor, ci, în afară de tablourile de cadru, în toate tablourile istorice".
Discipolul lui Jókai, Titusz Tóvölgyi (1838-1918), a scris un roman surprinzător de interesant despre un viitor stat socialist: Az új világ (Lumea nouă, 1888). Acțiunea romanului Lumea nouă are loc în 2300, la Budapesta, într-o lume unită în care nu mai există război, imoralitate, necinste sau averi particulare. Pe lângă romanele sociopolitice, au apărut fantezii științifice, precum Repülögépen a Holdba (Cu avionul în Lună, 1899) de István Makay (1870-1935), un alt discipol al lui Jókai, care, înaintea lui H. G. Wells, a descris o societate a selenilor care locuiesc în peșteri. Gusztáv Beksics (1847-1906) a scris Barna Arthur în 1880 despre un vulcan african care aruncă aur care curge prin lume, ceea ce duce la falimentul trusturilor, băncilor și statelor.
În prima jumătate a secolului al XX-lea, autorii care s-au adunat în jurul jurnalului Nyugat au fost atrași aproape fără excepție de literatura fantastică, aceștia au dus literatura științifico-fantasticul pe noi înălțimi artistice; printre aceștia se numără Frigyes Karinthy (1887-1938), Mihály Babits (1883-1941), Dezső Kosztolányi (1885-1935), Géza Csáth (1888-1919), Géza Laczkó (1884-1953), Gyula Szini (1876-1932), László Cholnoky (1879-1929), Béla Balázs (1884-1949) și Margit Kaffka (1880-1918).
Frigyes Karinthy a publicat în 1916 romanul utopic-satiric Utazás Faremidóba (Călătorie în Faremido). În Călătorie în Faremido, Frigyes Karinthy a descris o lume a mașinilor și a roboților fără slăbiciuni omenești. Romanul lui Frigyes Karinthy, Mennyei riport (Un raport din ceruri, 1937), o poveste surprinzătoare a unei călătorii spre lumea viitoare, este un precursor important al științifico-fantasticului modern. Romanul său Capillaria descrie o lume submarină. Printre traducerile în limba română ale scrierilor lui Frigyes Karinthy se numără Două corăbii în 1970, Moartea hipnotică în 1975 (traduceri de Costache Anton, Eugen Hadai).
Mihály Babits a publicat în 1933 romanul anti-război Elza pilóta, vagy a tökeletes társadalom (Pilotul Elza sau societatea perfectă). Povestea se desfășoară într-un viitor îndepărtat, în lumea adăposturilor subterane și a măștilor de gaze, a bombardamentelor de aviație și a femeilor chemate sub arme.
Földes Péter a publicat după al doilea război mondial, în 1953, romanul Az ibolyaszínű fény (Lumina violacee).
În limba română, romanul lui György Kulin și Zoltán Fábián Üzen a nyolcadik bolygó a fost tradus de Eugen Hadai și publicat ca Mesajul celei de-a opta planete în Colecția „Povestiri științifico-fantastice” nr. 263-268 din 1966. Un alt roman al celor doi scriitori, Az ellentmondások bolygója, a fost tradus ca Planeta contradicțiilor în Colecția „Povestiri științifico-fantastice” nr. 368-371 din 1970.
Sándor Szathmári (1897-1974) a scris în 1941 romanul Kazohinia sau Utazás Kazohiniában (Călătorie în Kazahinia), o utopie/distopie modelată parțial de Călătoriile lui Gulliver de Jonathan Swift. Romanul a fost republicat în limba esperanto în 1958.
Dezső Kemény (1925-2002) a publicat mai multe cărți fantastice și științifico-fantastice ca de exemplu romanul A legrövidebb út (Drumul cel mai scurt) în 1958, colecția de povestiri A titokzatos kecskebak (Misteriosul țap - Billy) în 1970; A harmadik generáció (Generația a treia, în antologia Galaktika nr. 55 din 1984; Encián úr újabb álma în Galaktika, 1987/9 (84); Mint a nyíl s zuhogó patak în Galaktika, 1988/10 (97) sau A vörösvonal effektus în Galaktika, 1994/6 (165). În limba română, în Povestiri ciberrobotice din 1986 îi apare povestirea „Generația a treia”.
Péter Lengyel a scris în 1969 Ogg második bolygója (cu sensul de A doua planetă a lui Ogg). În 1982 a scris colecția de povestiri Rondo.
Povestea din A doua planetă a lui Ogg are loc în timpul și în spațiul infinit, pe planete extrem de îndepărtate între ele și pe corpuri cerești transformate în nave cosmice. Eroii romanului sunt atacați de o periculoasă și tenebroasă voință, Trrg, creierul îmbibat de spaime care a crescut până la proporții uriașe, dar care potrivit propriei sale logici ajunge să se autodistrugă.
Un scriitor reprezentativ al științifico-fantasticului în Ungaria este Péter Zsoldos, un rol similar celui deținut de Stanislaw Lem în literatura poloneză. În prima sa carte, A viking visszater (Întoarcerea vikingului, 1963), prima parte a Trilogiei vikingului, Zsoldos povestește despre astronauții care au aterizat pe o planetă extrasolară și au intrat în contact cu locuitorii planetei, asemănători cu oamenii din epoca timpurie a bronzului. În romanul A feladat  (Sarcina, 1971), el descrie un contact mai strâns: personalitățile astronauților morți revin în creierul locuitorilor planetei îndepărtate, creând astfel o coexistență interesantă a intelectului evoluat diferit, care împărtășește un singur corp. Ulterior, Ellenpont  (Contrapunct, 1973) descrie o perioadă după anihilarea civilizației umane în care roboții care se dezvoltă în mod automat încearcă să-și găsească originile, bazându-se pe amintiri slabe și pe speculații îndoielnice. Primele sale scrieri, romanele A viking visszater și Távoli tűz prezintă universuri ciudate, cu personaje modelate excelent. Romanul A feladat (Sarcina, 1971) descrie lupta îngrozitor de dură a echipajului unei nave cosmice naufragiate, tragedia voinței care devine inumană.
În anii 1980 s-a făcut remarcat scriitorul Péter Szentmihályi Szabó cu colecția de povestiri Invincibilul sau romanul A tökéletes változat (O versiune perfectă) din 1983, romanul este o distopie în viitorul îndepărtat, care se confruntă cu diferite forme ale societății.
László L. Lőrincz (Leslie L. Lawrence) a publicat romanele A hosszú szafári (Un Safari perfect, 1984) și A földalatti piramis (Piramida subterană, 1986). Béla Kasztovszky a publicat în 1982 colecția de povestiri Kétszemélyes világ, în care a folosit elemente autobiografice și poetice.
István Nemere a scris povestiri de aventură, dintre care cele mai valoroase sunt cele apropiate științifico-fantasticului politic, cum ar fi A kozmosz korbácsa (Bătălia cosmosului), Acélcápa  (Rechinul de oțel) sau, poate cel mai bun roman al său, Neutron-akció. Filmul SF american Demolition Man (Demolatorul, 1983) este inspirat de romanele sale.
Júlia Goldman (n. 1974) este o scriitoare maghiară populară care publică sub pseudonimul J. Goldenlane.  Ea a publicat în 2015 romanul postapocaliptic distopic Napnak fénye (Lumina zilei), lansat de editura Delta Vision. Napnak fénye are loc după al doilea război mondial într-o lume în care Tien Naga-Hai Huang-Ti, Tânărul Împărat Chinez, se confruntă cu provocări care par a fi insurmontabile după încoronarea sa: trebuie să se bazeze pe rivalii săi în cadrul Imperiului în fiecare moment, pe lângă amenințarea Federației Australiene. Potrivit istoriei, omenirea uită ororile bombardamentului atomic și există întotdeauna un alt Război Rece.

## Scriitori
- Mihály Babits
- Júlia Goldman
- Ilona Hegedűs
- Péter Hédervári (1931-1984)
- Frigyes Karinthy (1887 – 1938)
- György Kulin
- László L. Lőrincz
- István Nemere
- Jenő Rejtő
- Sándor Szathmári (1897-1974)
- Dezső Kemény (1925-2002)
- Péter Lengyel (n. 1939)
- Gyula Hernády  (n. 1926)
- Lajos Mesterházi (1916-1969)
- Darázs Endre
- Péter Kuczka (n. 1923)
- Balázs Arpád
- Bogati Péter
- Bárány Tamás  (n. 1922)
- Örkény István (n. 1912)
- Cserna József
- Moldova György (n. 1934)
- Péter Zsoldos (1930-1997)

## Reviste
Galaktika a fost o revista științifico-fantastică din Ungaria, publicată intre 1972 și 1995. A avut un tiraj maxim de 94.000 de copii. O publicație mai recentă cu același nume a fost publicată  din 2004, care este cunoscută pentru practica sa de a traduce și publica lucrări fără a obține permisiunea autorilor și fără a-i plăti.
Revista originală Galaktika conținea numere tematice, naționale și mixte. Revistele tematice s-au concentrat pe o temă similară a poveștilor, iar cele naționale conțineau lucrări din literatura unei anumite țări. Galaktika a fost singura posibilitate pentru mulți autori din Ungaria și Europa de Est de a-și tipări povestirile lor scurte. De asemenea, mulți dintre cei mai populari autori de literatură științifico-fantastică din lume au devenit cunoscuți cititorilor din Europa de Est prin Galaktika (care era însoțită de seriile Kozmosz Fantasztikus Könyvek și mai târziu Galaktika Fantasztikus Könyvek). Printre acești scriitori s-au numărat  Kozmosz Fantasztikus Könyvek (Cosmos Fantastic Books) and later Galaktika Fantasztikus Könyvek (Galactica Fantastic Books)), including Isaac Asimov, Arthur C. Clarke, Harlan Ellison, Robert Sheckley și Philip K. Dick. Unele dintre aceste numere au conținut și versiuni alb-negru ale cărților de benzi desenate precum Conan The Barbarian și The Adventures of Funky Koval. Începând cu anul 1978, revista a publicat o ediție anuală specială, denumită MetaGalaktika.
Péter Kuczka a fost redactorul revistei originale de la început până la sfârșit, când nu a mai fost posibilă tipărirea revistei Galaktika și vânzarea acesteia la un preț care să acopere tipărirea și redevențele. Există o piață activă pentru numerele sale vechi, rare. 
Numerotarea revistei a început cu  # 1 în vara anului 1972, cu 38.000 de copii a câte 125 de pagini A5. După numărul # 60, formatul a fost modificat la 96 de pagini A4 în 1985, apoi s-a revenit la formatul A5 cu margine neagră în 1993, care a persistat până când publicarea revistei a încetat. 
Galaktika a încetat să mai apară în 1995.  De-a lungul existenței sale, au fost publicate 2.257 de romane scurte și articole a peste 1.000 de autori.

## Filme
În 1918 a apărut Alraune, film SF de groază bazat pe romanul omonim de Hanns Heinz Ewers și regizat de Michael Curtiz și Edmund Fritz.
În 1973 a fost realizat Pirx kalandjai (Aventurile lui Pirx), o miniserie SF de comedie în cinci părți bazată pe Poveștile pilotului Pirx  de Stanisław Lem.
Romanul lui Péter Zsoldos din 1971, A feladat (Sarcina), a fost ecranizat în trei părți, sub același titlu, de televiziunea maghiară în 1975. Regia a fost semnată de Várkonyi Gábor, în rolurile principale au jucat actorii Rajhona Ádám, Paláncz Ferenc, Kiss Jenő, Fodor Tamás, Szigeti András și Papp Zoltán]. Un accident are loc pe nava terestră Galateia care cercetează o planetă îndepărtată. Patru din cei șase membri ai echipajului mor imediat (Jarvi, Maxim, Sid, Eddie). Ceilalți doi au suferit de pe urma radiației severe, iar în curând vor muri. Gill, în ultimele sale zile, face o copie a personalității sale în calculatorul navei spațiale. După mai mulți ani de la moartea întregului echipaj, radiația fatală dispare și copia lui Gill trăiește acum în corpul unui indigen (Umu). Gill vrea să lucreze în acest nou corp și să ducă nava acasă pe Pământ.
În 1976 András Rajnai a regizat filmul SF de televiziune A halhatatlanság halála bazat pe romanul Sfârșitul eternității de Isaac Asimov.
Az erőd (Cetatea) a apărut în 1979  sub regia lui Miklós Szinetár
În 1982 a apărut Les Maîtres du temps (cu sensul de Stăpânii timpului, maghiară: Az idő urai), un film SF de animație francezo-maghiar regizat de René Laloux și desenat de către Mœbius. Filmul Les Maîtres du temps se bazează pe romanul științifico-fantastic din 1958 L'Orphelin de Perdide de Stefan Wul.
În 1999 a fost produs filmul 6:3 avagy, Játszd újra Tutti regizat de Péter Tímár despre meciul istoric din 1953 dintre Anglia și Ungaria.
În 2009 a fost realizat filmul 1 regizat de Pater Sparrow și inspirat de lucrări de Stanisław Lem.
În 2011 a intrat în producție Thelomeris, un film steampunk regizat de Balázs Hatvani
În 2011 piesa de teatru Tragedia omului (în maghiară Az ember tragédiája) a fost ecranizată ca un film de animație omonim în limba maghiară regizat de Marcell Jankovics, cu Tibor Szilágyi ca Dumnezeu, Mátyás Usztics ca Lucifer, Ágnes Bertalan ca Eva, Tamás Széles ca Adam și Piroska Molnár ca spiritul Pământului. Filmul a intrat în producție cu 23 de ani în urmă, în 1988.

## Jocuri video
Crytek Budapest (Ungaria) a produs un joc video științifico-fantastic first-person shooter, Crysis Warhead, care a fost distribuit de Electronic Arts în septembrie 2008. Jocul este o expansiune de sine stătătoare a jocului Crysis produs de Crytek GmbH (Germania) în 2007.
Jocul are loc la doi ani după evenimentele din primul joc, Crysis. În 2020, o navă spațială antică extraterestră este descoperită în Insulele Lingshan ocupate de Coreea de Nord, lângă coasta Filipinelor. Extratereștrii sunt treziți de un meteorit și devin o amenințare pentru existența omenirii.   

## Legături externe
- en  A short history of Hungarian science fiction from the beginning to the 1980s, sfmag.hu
- hu  Rinyu Zsolt - A tudományos-fantasztikus irodalom helyzete Magyarországon (Starea literaturii științifice fantastice - Ungaria), epa.oszk.hu

## Vezi și
- Listă de filme științifico-fantastice est-europene
- Științifico-fantasticul în Austria